# Madaraya
Madaraya is een bestuurslaag in het regentschap Pringsewu van de provincie Lampung, Indonesië. Madaraya telt 1073 inwoners (volkstelling 2010).